# Let Forever Be
Let Forever Be – utwór angielskiego zespołu big beatowego The Chemical Brothers, który został wydany jako drugi singiel z ich trzeciego albumu Surrender. W nagraniach brał udział wokalista zespołu Oasis, Noel Gallagher, który jest także współautorem piosenki.

## Podobieństwo do utworu Beatlesów
Powtarzany motyw perkusyjny występujący w kompozycji i efekt łomoczących talerzy jest zbliżony do tego, który pojawił się w piosence zespołu The Beatles – „Tomorrow Never Knows” z roku 1966.

## „Let Forever Be” na listach
Utwór Brytyjczyków był czwartym z kolei singlem zestawionym w pierwszej dziesiątce brytyjskiej listy przebojów (dotarł on do 9. miejsca). Także w Stanach piosenka znalazła uznanie – na Modern Rock Tracks znalazła się na pozycji 29, natomiast na Hot Dance Music/Maxi-Single Sales zatrzymała się na miejscu 18.

## Lista utworów
| 1. | „Let Forever Be”                                        | 3:56  |
|    |                                                         |       |
| 2. | „The Diamond Sky” sampluje utwór „Surrender”[6]         | 3:37  |
|    |                                                         |       |
| 3. | „Studio K” sampluje utwór „The Sunshine Underground”[6] | 5:48  |
|    |                                                         |       |
|    |                                                         | 13:21 |
|    |                                                         |       |

## Teledysk
Reżyserem wideoklipu jest Michel Gondry, wykorzystując przełomowe efekty wideo, ukazuje w nim koszmary młodej kobiety. Jej postać grana jest przez aktorkę i tancerkę Stephanie Landwehr. Wizualna strona klipu wzorowana była na produkcji Starmarker Raya Daviesa dla Granada TV z roku 1974. Układy choreograficzne zawarte w teledysku oparte są na tych, które pojawiły się w musicalu Dames (1934). Ich autorem był choreograf Busby Berkeley.